# Corral del Torró
El Corral del Torró era un corral de muntanya del terme municipal de Conca de Dalt, dins de l'antic terme d'Hortoneda de la Conca, pertanyent al poble de Pessonada.
Estava situada a llevant de Pessonada, al vessant nord de la Serra de Pessonada, al sud de l'extrem meridional de l'Obaga de la Gavarnera. És a prop del centre de la carena de la Serra del Banyader.